# A magyar női labdarúgó-válogatott 2012. június 16-i mérkőzése
Előző mérkőzés - Következő mérkőzés
A magyar női labdarúgó-válogatott Európa-bajnoki-selejtező mérkőzése Izland ellen, 2012. június 16-án. A találkozót a hazai csapat nyerte 3–0-ra.

## Előzmények
| „             | Jó hír, hogy most kivételesen nem panaszkodhatunk a hiányzók miatt, minden játékos rendelkezésre áll, akire számítottam. Pápán szoros meccset játszottunk Izlanddal, szeretnénk idegenben is hasonlóan szerepelni, de jobb eredménnyel. Az északi csapatok ellen kevés sikerélményben volt részünk az utóbbi években, bízom benne, hogy most megszakad ez a rossz sorozatunk. Az izlandiaknak gyors szélsőik vannak, elsősorban őket kell semlegesítenünk az eredményes szerepléshez. | ” |
| – Kiss László | |   |

## Keretek
A magyar női labdarúgó-válogatott 2012. június 14-én, csütörtökön elutazott Reykjavíkba. Kiss László szövetségi edző 18 fős keretet jelölt ki.
| Izland | Izland | Izland   | Izland |
| Név    | Kor    | Vál./Gól | Klub   |
| ------ | ------ | -------- | ------ |

| Magyarország      | Magyarország | Magyarország | Magyarország       |
| Név               | Kor          | Vál./Gól     | Klub               |
| ----------------- | ------------ | ------------ | ------------------ |
| Szőcs Réka        | 22 éves      | 30 / 0       | MTK Hungária       |
| Papp Eszter       | 22 éves      | 5 / 0        | Viktória FC        |
| Szeitl Szilvia    | 25 éves      | 35 / 0       | 1. FC Femina       |
| Demeter Réka      | 20 éves      | 16 / 0       | MTK Hungária       |
| Gál Tímea         | 27 éves      | 41 / 0       | Volosz             |
| Szabó Boglárka    | 19 éves      | 12 / 0       | Astra Hungary FC   |
| Tálosi Szabina    | 23 éves      | 33 / 3       | Viktória FC        |
| Megyeri Boglárka  | 24 éves      | 13 / 1       | Viktória FC        |
| Smuczer Angéla    | 30 éves      | 71 / 1       | MTK Hungária       |
| Sipos Lilla       | 19 éves      | 19 / 4       | Viktória FC        |
| Rácz Zsófia       | 23 éves      | 34 / 2       | Viktória FC        |
| Szuh Erika        | 22 éves      | 18 / 1       | Lokomotive Leipzig |
| Csiszár Henrietta | 18 éves      | 6 / 0        | Ferencvárosi TC    |
| Papp Dóra         | 21 éves      | 13 / 1       | MTK Hungária       |
| Pádár Anita       | 33 éves      | 96 / 31      | MTK Hungária       |
| Dombai-Nagy Anett | 32 éves      | 68 / 28      | Astra Hungary FC   |
| Vágó Fanny        | 20 éves      | 36 / 15      | MTK Hungária       |
| Zágor Bernadett   | 22 éves      | 18 / 1       | MTK Hungária       |

 megjegyzés: Az adatok a mérkőzés napjának megfelelőek!

## Az összeállítások
| 2012. június 16. 16:00 (UTC+1) |

| Izland                                      | 3 – 0   | Magyarország |
| ------------------------------------------- | ------- | ------------ |
| Vidarsdóttir 7' Magnúsdóttir 42' Jessen 86' | (2 – 0) |              |

| Reykjavík Játékvezető: Cristina Dorcioman (ROU) |

| Izland | Magyarország |

| IZLAND: |  |
|         |  |

| MAGYARORSZÁG:        |    |                   |     |
|                      |    |                   |     |
| K                    | 1  | Szőcs Réka        |     |
| V                    | 16 | Szabó Boglárka    |     |
| V                    | 5  | Gál Tímea         |     |
| V                    | 2  | Demeter Réka      |     |
| V                    | 9  | Szeitl Szilvia    |     |
| KP                   | 6  | Smuczer Angéla    |     |
| KP                   | 13 | Szuh Erika        | 81' |
| KP                   | 15 | Rácz Zsófia       | 46' |
| KP                   | 21 | Zágor Bernadett   | 60' |
| CS                   | 10 | Dombai-Nagy Anett |     |
| CS                   | 23 | Vágó Fanny        |     |
| Cserék:              |    |                   |     |
| K                    | 12 | Papp Eszter       |     |
| KP                   | 3  | Csiszár Henrietta | 46' |
| CS                   | 7  | Sipos Lilla       |     |
| CS                   | 8  | Pádár Anita       | 81' |
| V                    | 18 | Tálosi Szabina    |     |
| KP                   | 19 | Megyeri Boglárka  | 60' |
| KP                   | 20 | Papp Dóra         |     |
| Szövetségi kapitány: |    |                   |     |
| Kiss László          |    |                   |     |

## A mérkőzés
| „             | Egyéni hibákból kaptuk a gólokat, a második izlandi találatot nyugodtan be lehetne tenni egy szilveszteri összeállításba, ritkán látható körülmények között esett. A szünet után már jobbak voltak az izlandiak, a tavaszi mérkőzéseink alapján elmondható, hogy jelenleg egy félidős csapat a miénk. | ” |
| – Kiss László | |   |